# روبرت أ. مكلور
روبرت أ. مكلور (بالإنجليزية: Robert A. McClure)‏ هو عسكري أمريكي، ولد في 4 مارس 1897 في إلينوي في الولايات المتحدة، وتوفي في 1957 في حصن هواشوكا في الولايات المتحدة.

## وصلات خارجية
- روبرت أ. مكلور على موقع مونزينجر (الألمانية)